# Iwasaki (Aomori)
Iwasaki (japanisch 岩崎村, -mura, wörtlich: Felskap) war ein Dorf im Nishitsugaru-gun in der japanischen Präfektur Aomori.

## Geschichte
Seit 2002 ist Iwasaki ein Ortsteil vom benachbarten Fukaura (深浦町).

## Verkehr
- Straße:
  - Nationalstraße 101, nach Aomori oder Akita
- Zug:
  - JR Gonō-Linie, nach Noshiro oder Hirosaki